# Plaisance (Vienne)
Plaisance é uma comuna francesa na região administrativa de Nova-Aquitânia, no departamento de Vienne. Estende-se por uma área de 13,11 km². Em 2010 a comuna tinha 174 habitantes (densidade: 13,3 hab./km²).